# Энергия сродства к электрону
Эне́ргия сродства́ к электро́ну, или сродство к электрону — энергия, выделяющаяся или поглощающаяся в процессе присоединения электрона к атому, молекуле или многоатомной системе.

## В химии и атомной физике

Зависимость сродства к электрону атома от атомного номера элемента (экзоэнергетический эффект указан со знаком минус, эндоэнергетический эффект со знаком плюс)

Зависимость модуля энергии сродства к электрону (эВ) от атомного номера

В химии и атомной физике, под объектом, к которому будет присоединяться электрон, подразумевается свободный атом в его основном состоянии или молекула, превращающиеся при этом в отрицательный ион A−:
{\displaystyle {\mathsf {A+e^{-}\rightarrow A^{-}+\varepsilon }}.}
Здесь {\displaystyle \varepsilon } — энергия сродства к электрону.
Так понимаемое сродство к электрону численно равно и противоположно по знаку энергии ионизации соответствующего изолированного однозарядного аниона. Оно выражается в килоджоулях на моль (кДж/моль) или в электрон-вольтах на атом (эВ/атом).
В отличие от ионизационного потенциала атома, имеющего всегда эндоэнергетическое значение, сродство атома к электрону описывается как экзоэнергетическими, так и эндоэнергетическими значениями.
| Элемент | ε       | Элемент | ε     | Элемент | ε     |
| ------- | ------- | ------- | ----- | ------- | ----- |
| H       | 0,7542  | Na      | 0,548 | K       | 0,502 |
| He      | -0,54   | Mg      | -0,4  | Ca      | -0,3  |
| Li      | 0,618   | Al      | 0,441 | Sc      | 0,14  |
| Be      | -0,5    | Si      | 1,385 | Ti      | -0,40 |
| B       | 0,277   | P       | 0,747 | V       | -0,94 |
| C       | 1,263   | S       | 2,077 | Cr      | -0,98 |
| N       | -0,07   | Cl      | 3,617 | Mn      | 1,07  |
| О       | 1,461   | Br      | 3,365 | Fe      | -0,58 |
| F       | 3,399   | I       | 3,06  | Co      | -0,94 |
| Ne      | -1,2(2) |         |       | Ni      | -1,28 |
|         |         |         |       | Cu      | -1,80 |

Сродство к электрону определяет окислительную способность частицы. Молекулы с большим сродством к электрону являются сильными окислителями. Наибольшим сродством к электрону обладают элементы 1 и 7 группы (p-элементы VII группы). Наименьшее сродство к электрону у атомов с конфигурацией s2 (Be, Mg, Zn) и s2p6 (Ne, Ar) или с наполовину заполненными p-орбиталями (N, P, As):
|                          | Li    | Be   | B     | C     | N    | O     | F     | Ne   |
| ------------------------ | ----- | ---- | ----- | ----- | ---- | ----- | ----- | ---- |
| Электронная конфигурация | s1    | s2   | s2p1  | s2p2  | s2p3 | s2p4  | s2p5  | s2p6 |
| ε, эВ                    | -0,59 | 0,19 | -0,30 | -1,27 | 0,21 | -1,47 | -3,45 | 0,22 |

Небольшие расхождения в цифрах между табл. 1 и табл. 2 обусловлены тем, что данные взяты из разных источников, а также погрешностью измерений.
Наибольшее значение сродства к электрону имеет гексафторид платины: 7,00±0,35 эВ.

## В физике твёрдого тела

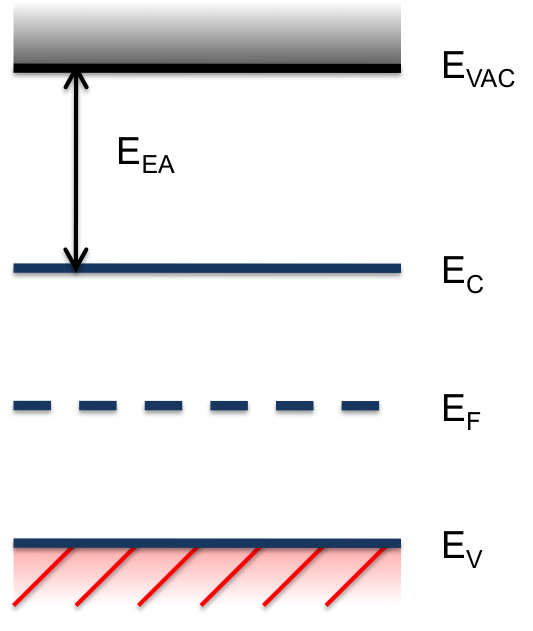
Сродство к электрону и важнейшие энергии в полупроводнике: — потолок валентной зоны, — дно зоны проводимости.

Зонная диаграмма области границы полупроводник — вакуум.

В физике твёрдого тела, в физике полупроводников и диэлектриков под сродством к электрону понимается разность между энергией края зоны проводимости материала и минимальной энергией электрона в вакууме.
Эта разность равна энергии, выделяющейся при перемещении электрона из вакуума (уровень энергии {\displaystyle E_{\text{VAC}}}) в среду, с попаданием данного электрона по энергии на дно зоны проводимости {\displaystyle E_{\text{C}}}.
В таком случае объектом, принимающим электрон, становится не отдельный атом или молекула, а толща материала. Для энергии сродства к электрону в физике твёрдого тела используется обозначение {\displaystyle \chi } или {\displaystyle E_{\text{EA}}} (от англ. electron affinity) а в качестве единицы измерения обычно используется электрон-вольт:
{\displaystyle E_{\text{EA}}\equiv \chi =E_{\text{VAC}}-E_{\text{C}}.}
Численные значения величины {\displaystyle \chi } существенно отличаются от значений {\displaystyle \varepsilon } для отдельных атомов того же вещества. Например, сродство к электрону к кремниевому кристаллу составляет 4,05 эВ, а к изолированному атому кремния 1,39 эВ/атом.
Знание величин {\displaystyle \chi } важно для построения энергетических зонных диаграмм многослойных гетероструктур, так как от этих величин зависит разрыв зон на гетерограницах.
Наряду со сродством к электрону при изучении полупроводниковых структур используется понятие работы выхода, равной разности {\displaystyle W=E_{\text{VAC}}-E_{\text{F}}} между уровнем вакуума {\displaystyle E_{\text{VAC}}} и энергией Ферми вблизи поверхности рассматриваемого материала. При этом, если {\displaystyle \chi } практически не зависит от концентрации легирующих примесей и наличия внешнего напряжения, то {\displaystyle W} может варьироваться. Такое варьирование обусловлено изменением положения {\displaystyle E_{\text{F}}} по отношению к краям энергетических зон {\displaystyle E_{\text{V}}}, {\displaystyle E_{\text{C}}}, зависящего, например, от степени легирования.